# Shūketsu no sono e
Shūketsu no sono e (集結の園へ?) è un brano musicale di Megumi Hayashibara, scritto da Takahashi Go e dalla stessa Hayashibara e pubblicato come singolo il 22 aprile 2009 dalla Starchild Records. Il brano è stato incluso nell'album della Hayashibara Choice. Il singolo raggiunse la settima posizione della classifica settimanale Oricon, e rimase in classifica per ventiquattro settimane, vendendo 43 588 copie. Il brano è stato utilizzato per promuovere l'uscita della macchinetta pachinko legata all'anime Neon Genesis Evangelion e chiamata CR New Age Evangelion.

## Tracce
CD singolo KICM-1271
1. Shūketsu no sono e(集結の園へ; Verso il giardino della concentrazione) - 5:01
2. Shūketsu no sono e ~AYANAMI ver.~ - 5:27
3. Shūketsu no sono e (Off Vocal Version) - 5:01
4. Shūketsu no sono e ~AYANAMI ver.~ (Off Vocal Version) - 5:27

Durata totale: 21:05

## Classifiche
| Classifica (2009)                        | Posizione più alta |
| ---------------------------------------- | ------------------ |
| Giappone (Classifica settimanale Oricon) | 7                  |